# Hans Martin Sutermeister
Hans Martin Sutermeister (n. 29 septembrie 1907, Schlossrued (Cantonul Argovia), Elveția – d. 4 mai 1977, Basel; pseudonim: Hans Moehrlen, Hans Möhrlen) a fost un medic, scriitor și politician elvețian de limbă germană.
În 1941 obține doctoratul în medicină la Universitatea din Basel. Sutermeister a îndeplinit funcția de Gemeinderat de Berna din partea Alianța Independenților între 1968 și 1971.

## Scrieri
- (Pseudonim Hans Moehrlen:) Zwischen zwei Welten: Novelle. (1942) ISBN 978-3-226-00030-6
- Psychologie und Weltanschauung: Wirklichkeitsfragen und ihre Beantwortung nach dem heutigen Stande der Wissenschaft in allgemeinverständlicher Darstellung. (1944)
- Von Tanz, Musik und anderen schönen Dingen: Psychologische Plaudereien. (1944)
- Über die Wandlungen in der Auffassung des Krankheitsgeschehens. (1947)
- Psychosomatik des Lachens und Weinens. In: Gesundheit und Wohlfahrt. (1952) PMID 12989438
- Schiller als Arzt: ein Beitrag zur Geschichte der psychosomatischen Forschung. (1955)
- (Werner Bärtschi-Rochaix:) Zur Pathophysiologie des Lachens, zugleich ein Beitrag über licht-aktivierte Lachanfälle (1955) PMID 14390935 doi:10.1159/000105337
- Psychosomatik des Musikerlebens. Prolegomena zur Musiktherapie. (1964) PMID 14155994 doi:10.1159/000285721
- Möglichkeiten einer inneren und äusseren Schulreform im Sinne der Gesamtschule in der Stadt Bern. Prolegomena zu einer Projektstudie „Integrierte Gesamtschule Brünnen“ entsprechend der Motion Theiler. (1971)
- Grundbegriffe der Psychologie von heute. (1976) ISBN 978-3-226-00313-0
- Summa Iniuria: Ein Pitaval der Justizirrtümer. (1976) ISBN 978-3-226-00096-2